# Кайракан
Кайракан (др. тюрк. ‏𐰴𐰖𐰺𐰀‎) — особо почтительное обращение к богам у алтайцев, олицетворение неба как начала всего сущего, главный среди богов, прародитель рода человеческого. Так же отождествляется с Тенгри.
Кайракан создал само небо, состоящее из множества слоёв, на которых есть деревья, камни, железо, озёра с его обитателями, и самый верхний 17-й ярус избрал местом своего постоянного проживания, считается, что когда заговорит Кайракан, тогда гремит гром и сверкает молния, в этом случае скребут железо, брызгают аракы-чегень, обращаясь к Алтаю, луне, солнцу, окуривают можжевельником (арчын) огонь. На земле в качестве защитника и учителя людей он оставил великого Майдере. Кайракан создал трёх огромных рыб, на спинах которых он укрепил землю. Он создал существо себе подобное, которого впоследствии назвал Эрликом. Кайракан и человек (Эрлик) тихо парили над водой, подобно двум чёрным гусям, но человек захотел подняться выше Кайракана, за эту дерзость он был наказан. Он утратил способность летать, и был низвергнут в бездонные воды. Кайракан велел подняться из моря звезде, чтобы человек, не умеющий летать, мог сесть на неё. По велению Кайракана человек спустился на дно моря и достал из глубины землю. Эту землю Кайракан рассыпал по поверхности вод и создал землю. Но Эрлик утаил во рту часть добытой земли, за что Кайракан прогнал его под землю. Он отправил Мангдышире для борьбы с Эрликом и дал ему копьё, которым тот разрушил небо Эрлика, разлетевшееся на мелкие кусочки, которые упали на землю. Кайракан вырастил на земле дерево с девятью ветвями и под каждой ветвью создал по человеку; эти девять человек были прародителями девяти алтайских племён. На слоях неба Кайракана обитает множество небожителей, большинство из которых являются покровителями алтайских сеоков. Из Кайракана путём эманации возникли три высших божества — Бай-Ульгень, Кызыган-тенери и Мерген-тенери.